# Хришћанска архитектура у Београду између два светска рата
Хришћанска архитектура у Београду између два светска рата сматра се златним добом црквеног градитељства у коме је између 1918. и 1941. изграђено двадесетак храмова. Својим изгледом, монументалношћу и распоредом на широј територији новоосноване престонице Краљевине Југославије ови храмови су, имали задатак, не само да задовоље растуће потребе верника, свештенства и државне власти, већ и да допринесу већој визуелној презентацији Београд у првој половини 20. века. Бомбардовањем Београда у Априлском рату 1941. године, потом окупацијом и распарчавање Краљевине Југославије, прекинуло је златно доба црквеног градитељства у Београду, које није настављено ни након ослобођења Београда од окупатора, јер нови социјалистички друштвени поредак није дозвољавао подизање монументалних храмова из политичких разлога, све до средине 1980-тих година, када су идеолошке и бирократске стеге у СФР Југославији и њеној престоници Београду, значајније ослабиле.

## Предуслови
Од настанка хришћанства у доба Римског царста, доласка Словена и пријема вере простор Београда је кроз вишевековну историју имао улогу важног верског хришћанског средишта, које је једино током дуготрајне турске владавине изгубило тај значај.  Након ослобођења Београда од Османлија, прво је вазална Кнежевине Србија а потом и Краљевина Србија почела са грађењем хришћанских цркава у Београду, када су подигнуте цркве Светог Петра и Павла (1832–1834) у Топчидеру, црква Светог Марка на Ташмајдану (1835) и Саборни храм Светог архангела Михаила (1837–1840).
С краја 19. века Београд се демографски непрестано увећавао и урбанистички ширио и уобличавао све до Првог светског рата, што је изискивало и изградњу нових цркава. И поред скромних материјалних и техничких могућности Краљевине Србије, она је у својој престоници своје градитељство све више прилагођавало стилској трансформацији и незаустављивој европеизацији њеног градитељског фонда.
По окончању Првог светског рата, настао је период процвата сакралног градитељства за потребе Српске православне цркве, покренут:
- Снажним подстицајем након уједињења матичних српских области у обновљену Патријаршију (1920).
- Осниванјем Министарства вера Краљевине Југославије.
- Повећањем пројектантска активност Архитектонског одељења Министарства грађевина Краљевине Југославије.[14][15]
- Подршком архитеката руских емиграната који су, после Октобарске револуције, нашли своје уточиште у Београду. Њихова пројектна решења, снажног ауторског идентитета и специфичне типологије, не само да су обликовала Београд између два светска рата већ и већину верских објекте свих конфесија.[16][17]

## Преглед православних цркава
Између 1918. и 1941. године у Београду су изграђени бројни самостални верски објекти са портама, и бројне капеле у склопу постојећих или новоподигнутих објеката. Државне власти Краљевине Југославије и градска управа Београда биле су спремне да изађу у сусрет потребама верским  заједницама и њиховим тежњама за очувања културног идентитета, разнородног и вишеконфесионално опредељеног становништва и њиховог свештенства. Према томе у Београду тога доба водило се рачуна и да се, поред верског и културног идентитета сопственог народа, као доминантног, краљевина брине и о верским потребама хришћана, али и тежњама осталих становника града.
У том раздобљу на простору Врачара, Палилуле, Чукарице, Сењака, Булбудера, Старог града, Дорћола и другима, настали су објекти сакралне архитектуре православне, вероисповести.
Црква Светог Ђорђа (1928–1932), дело ауторског тима Василиј Андросов и Драгутин Маслаћа, подигнута је на плацу који су београдски трговац Митар Јовановић и његова супруга Милица поклонили за изградњу цркве, као спомен на своју рано преминулу децу. Црква је, по жељи наручилаца, посвећена њиховој крсној слави Светом Ђорђу. Има основу у облику уписаног крста – тролиста и грађена је у неовизантијском стилу, што је било карактеристично за сакралне објекте које су грађене у Београду између два светска рата. Елементи за градњу ових цркава налазе се на нашим црквама из средњег века, које су припадале моравској школи.
Црква Светог Марка на Ташмајдану (1931–1940), дело је архитеката, браће Петра и Бранка Крстића, у духу српског средњовековног градитељског наслеђа, по узору на велелепну задужбину краља Милутина, манастир Грачаницу. Подигнута је поред старе гробљанске цркве из 1835. на некадашњем Старом ташмајданском гробљу, коју је подигао кнез Милош, а која је срушена 1941. Једна је од најмонументалнијих цркава Београда, и једна од ретких која није фрескодекорисан.
Црква Светог Саве (1935),  или  Мала Црква Светог Саве, дело је руског архитекте Виктора Лукомског, подигнута је на североисточном делу Светосавског платоа на месту капеле из 1895, као црква за привремену употребу до завршетка, у њеној непосредној близини Храма Светог Саве. Изграђена је као триконхос уписаног крста развијеног типа са особитим тумачењем српско-византијских мотива. Кубична структура са полигоналном куполом перфорирана је малобројним отворима и оживљена белином фасаде и контрастно обојеним слепим нишама. Као посебан мотив истиче се забатно
обликовано прочеље са мотивом розете надвишене крстом. Унутрашња декорација храма, је дело руских уметника, иконе на иконостасу рад су сликара Владимира Предијевича, а зидно сликарство зографа Н. Мајендорфа, Б. Обраскова и А. Дикија. У јужној певници храма налазе се посмртни остаци патријарха Варнаве, председика Одбора за подизање Спомен-храма Светог Саве.
Храм Светог Саве на Врачару (1926, 1985–1993), дело ауторског тима Богдан несторовић и Александар Дероко, док је радове наставио Бранко Пешић са сарадницима;
Црква Светог Лазара (1936), изграђена на Булбулдеру, Звездара, ауторско је дело Момира Коруновића, најугледнијег ствараоца у домену архитектуре тзв. српског националног стила и водећег архитекте у домену црквеног градитељства, чији опус броји више од 39 сакралних објеката, за које су пројекти углавном рађени pro bono. Упркос изградњи на периферији града, црква има аутентичан и савремен израз овог преданог српског градитеља, који је маштовитост својих пројекта црпео је из богатог српског средњовековног наслеђа. Грађевину краси пирамидално успињање  маса и њихово сужавање ка врху грађевине, на које се надовезују таласасти венци кровних површина, истурени трем на западном прочељу, наглашене бочне конхе, издужени лучни отвори, и на самом врху витка купола.
Црква Светог архангела Гаврила (1937–1939), дело Георгија Самојлова, који је у то време био асистент на Архитектонском факултету на Катедри за византијску и стару српску архитектуру;
Црква Ружица, на северозападном подграђу Београдске тврђаве, настала пренаменом барутног магацина у другој половини 19. века, а која је потом имала намену гарнизонске цркве. Преправке овог војничког храма извршио је архитект николај Краснов, академик архитектуре и водећи градитељ међу пристиглим неимарима руским емигрантима.
Капела Свете Петке, која се налази у непосредној близини, цркве Ружице, подигнута је изнад „чудотворног“ извора. Данашња Капела је саграђена 1937. године на месту старе из 1867. године и изведена је по пројекту Момира Коруновића. Извор лековите воде налази се у самом олтару капеле. Њене унутрашње зидове и сводове покривају мозаици, које је у периду 1980. до 1983. године израдио сликар Ђуро Радуловић.
Манастир Ваведења Пресвете Богородице, или верски комплекс кога чине 
- Црква посвећена Ваведењу Пресвете Богродице (1935–1936), дело ауторског тима Иван Рик и Андреј Папков
- Конак за који су пројекат израдили Озрен Срдановић и Милан Секулић.

Црква Свете Тројице (1924),  коју је за потребе Руске православне цркве пројектовао Валериј Сташевски, а која је позната као Руска црква у Београду. Подигнута је добровољним прилозима руске емиграције и београдског грађанства на простору Ташмајдана у непосредној близини Цркве Светог Марка.

## Преглед католичких цркава
Између 1918. и 1941. године у Београду су за потребе Београдске надбискупије изграђени следћи објекти сакралне архитектуре католичке, вероисповести:
Црква Криста Краља (1926–1928), као најстарија црква Београдске надбискупије и дугогодишња католичка катедрална црква, која је првобитно служила као капела посвећена Светом Ладиславу. Капела је 1920-тих преуређена и проширена по нацртима инж. Тунера и архитекте Штефла.
Храм Узнесења Блажене Дјевице Марије подигнут је као спомен храм француским борцима палим на Солунском фронту: За редовнике француске асумпциононисте, храм је пројектовао истакнути архитекта београдског модернизма Бранислав Маринковић
Црква Светих Ћирила и Метода на Чукарици (1928) изграђена је за верске потребе реда лазариста, по пројекту Блажа Катушића, архитекте из Осијека.
Црква Светог Петра Апостола (1933), која је додељена реду језуита (исусоваца), за чије потребе је прво адаптиран простор у дворишту куће у Македонској улици у капелу, а неколико година касније приступило се изградњи нове цркве по пројектима загребачког архитекте Јураја Дензлера. Уз северну страну цркве подигнуте су и просторије жупног уреда и резиденција језуита.
У четвртој деценији XX века у Београду се подиже
Храм Светог Антуна Падованског (1929–1932), постсецесионистичко дело словеначког и истакнутог средњоевропског градитеља, архитекте Јосипа Плечника.  Високи цилиндрични звоник храма изведен је 1962. године, са нешто мањим изменама у односу на оригинални пројекат, а чијом је изградњом руководио Плечников ђак, Јанез Валентинчич.

## Преглед осталих цркава
Евангеличка црква
Грађевина је подигнута на плацу који је евангеличка заједница добила на поклон од Земунског магистрата, у улици Тошин бунар 2 у Земуну. Грађена је у периоду од 1928 — 1929. године као дело ауторске сарадње архитеката Хуга Ерлиха и Виктора Ковачића. У основи је грађевина централног типа, у виду триконхалне ротонде са апсидом и бочним анексима паралелно постављеним у односу на улазну зону храма. Данас, иако је променила намену, представља вредно културноисторијско сведочанство о постојању евангелистичке заједнице у међуратном Земуну.
Немачка Евангеличка црквена општина у Београду подигла је цркву почетком 1940-тих. И поред тога што су историјске и друштвене околности утицала на судбину једне грађевине, која је више пута мењала своју намену, грађевина је до данас споља сачувала свој изворни изглед, док је унутрашњост претрпела извесне измене током адаптације објекта 1989. године у Битеф театар. године.

## Остали сакрални објекти
Међу многобројним сакралним објекатима на територији Београда, важан сегмент градитељске активности између два светска рата представља осим цркава и подизање других објеката од виталне важности за рад како Српске православне цркве (палате Патријаршије, објекати просветне намене, епископска седишта, епархијских домова, трпезарије, звонара), тако и та потребе других вреских заједница. Објекти су грађени како око већ постојећих, тако и око новосаграђених храмова или цркава у првој половини 20. века.
Палата Патријаршије Српске православне цркве (1934–1935) дело Виктора Лукомског.21 Палата, чије је прочеље окренуто према Саборној цркви и обликовано у виду портика са ниским стубовима, а велика купола постављена над Капелом посвећеном Светом Симеону Мироточивом, пројектована је тако да представи снагу и јединство Српске православне цркве.
Интернат Богословског факултета (1939–1940), подигнут за студенте Богословског факултета као монументални престонички објекат, изведен у духу синтезе савременог и традиционалног градитељства.
Београдска надбискупија са баштом и зградом Парохијског уреда  који чине јединствену просторно-функционалну целину, има статус споменика културе. Смештена је од 1926. године у згради некадашњег Аустријског посланства у Београду, која је саграђена 1884. године. Једноспратна зграда, окружена уређеном баштом, спадала је у ред значајнијих остварења београдске архитектуре осамдесетих година 19. века. Име аутора пројекта, као ни околности у којима је зграда подигнута, данас нису познати, мада се претпоставља да је ауторско дело Јована Илкића, знаменитог српског градитеља. Зграда је конципирана у духу тада владајућег академизма с неоренесансним елементима у обради детаља фасаде. Посебна пажња је стављена на обраду разуђене северне фасаде зграде, окренуте интимној атмосфери уређеног, пространог врта. Заједно са капелом из 1888. године, баштом и зградом парохијског уреда из 1926. године, зграда Београдске надбискупије чини јединствену просторно-функционалну целину. У овој згради одиграли су се важни историјски догађаји за новију историју Србије, везани за околности око избијања Првог светског рата, јер је у њој било смештено аустро-угарско посланство.

## Епилог
Златно доба црквеног градитељства у Београду, по завршетку Другог светског рата, због вишеструко неповољних друштвених околности и недостатка финансијских средстава, постало је прошлост овог града.  Међутим и оно што је изграђено у том периоду осим донекле монументалних храмова Светог Марка, храм Светог Саве и храм Светог Антуна Падованског, који су сачували своју монументалност као део урбаног садржаја Београда, све остале цркве су временом  маргинализоване као грађевине у визуелној слици Београда, који све више почео да личи на дехристијанизовани град.

Након ратних девастирања Београда у Другом светском рату, које је у континуитету трајало од Априлског рата 1941. године па све до ослобођења Београда 20. октобра 1944. године, настала су мирнодопска девастирања градских блокова, и сакралних грађевина, једним делом због чињенице да су у ужим стручним круговима Југославије  сакрална архитектура  сматрана нечим превазиђеним, а другим делом због...
... распрострањеног манира неконтекстуалног ауторског употпуњавања градских потеза од стране домаћих пројектаната модерне оријентације, при чему је затечени рељеф умногоме остао неискоришћен, лишен довољног броја препознатљивих репера. Визуелна маргинализација храмова спроведена је објектима високоградње (стамбени солитери, вишеспратна здања управне и пословне намене), масовно грађеним у њиховом суседству.